# 西崎あや
西崎 あや（にしざき あや、1991年6月9日 - ）は、日本の元女優である。本名 西崎 朱彩（読み同じ）。一時期、西崎真央として活動していた。以前はトライストーン・エンタテイメントに所属していた。

## 来歴
東京都出身。父親は元プロ野球選手の西崎幸広、妹は女優・声優の西崎莉麻。身長162cm。血液型はO型。なお、莉麻とあやの誕生日は同一日である。堀越高等学校卒業。
デビュー当時はモデルとして活動していたが、後に女優としてテレビドラマ・舞台などで活動する。
2012年9月14日、富士急ハイランドのアトラクション「絶望要塞」で、妹西崎莉麻と従姉妹と共に初の完全脱出成功を果たした。完全脱出までには14回挑戦したという。同年12月20日にはアトラクションのリニューアルオープン記念イベントに出席。

## 出演

### テレビドラマ
- ROOKIES（2008年4月 - 7月、TBS）
- 猿ロック 第3話（2009年8月、よみうりテレビ）
- バーテンダー 第4話（2011年2月25日、テレビ朝日)
- 高校生レストラン（2011年5月 - 7月、日本テレビ） - 山崎美穂 役
- ウルトラゾーン 第3話（2011年11月、tvk） - 女性客 役
- リッチマン、プアウーマン in ニューヨーク（2013年4月、フジテレビ）
- 大河ドラマ（NHK）
  - 八重の桜 第33話 - （2013年） - 女学生 役
  - 花燃ゆ 第28話 - （2015年）
- 奇跡の教室（2014年6月、日本テレビ）
- 匿名探偵 第6話（2014年8月、テレビ朝日） - 吉井沙織 役
- おやじの背中 第9話（2014年9月、TBS）
- 素敵な選TAXI 第1話（2014年10月、関西テレビ）
- 平成舞祭組男 第9話（2014年12月、日本テレビ）
- びったれ!!! 第7話（2015年2月、地方局10局による共同制作）
- 温泉 (秘) 大作戦15（2015年3月、テレビ朝日） - 市村亜由美 役
- 駐在刑事2（2015年4月、テレビ東京）
- アイムホーム 第4話（2015年5月、テレビ朝日）
- 所轄魂（2015年9月、テレビ朝日） - 岡崎美智子 役
- 黒い十人の女（2016年、日本テレビ） - 我修院麗子 役
- もみ消して冬〜わが家の問題なかったことに〜 第6話（2018年2月、日本テレビ）
- 海月姫 第8話（2018年、フジテレビ）
- 会社は学校じゃねぇんだよ 第2話（2018年4月、AbemaTV)
- 獣になれない私たち 第2話（2018年、日本テレビ）
- リーガルV〜元弁護士・小鳥遊翔子〜 第4話（2018年、テレビ朝日）

### 映画
- 新宿スワン
- 残穢 -住んではいけない部屋-（2016年）
- ミュージアム　(2016年） - 西野の婚約者 役

### バラエティ
- 「美少女ヌードル」（テレビ朝日）
- 中居正広の怪しい噂の集まる図書館（テレビ朝日）
- AKB48vsおネエ48vs芸能人親子48 （2012年9月20日、日本テレビ）
- 行列のできる法律相談所 親孝行SP2（2014年、日本テレビ）
- 有吉ゼミ（2014年6月2日 日本テレビ）
- 直撃!コロシアム!! ズバッと!TV2時間SP（2016年5月23日、TBS）
- 直撃!コロシアム!! ズバッと!TV「健康オタク芸能人VS最強医師が激突!あなたの健康法本当に合ってる!?」（2016年6月20日、TBS）
- 復活!オールスター家族対抗歌合戦 （2016年7月16日、BSフジ）
- しくじり先生 俺みたいになるな!!「しくじりPTA相談会」コーナー（2017年5月14日、テレビ朝日）
- プロ野球ドラ1は今... 人生って七転び八起きSP（2017年10月12日、テレビ東京）
- 有吉ゼミ（2017年11月13日、日本テレビ）

### CM
- カラオケビッグエコー - 店頭・WEBCM
- タウンワーク - ヒーロー篇（2016年3月1日 - ）
- ハウス食品 - 「プロクオリティ」遠藤憲一編 （2016年）
- 大正製薬　「大正漢方胃腸薬」-「ボクサー」篇 （2017年11月 - ）

### 舞台
- ヒトカケラ（2010年4月）
- コカンセツ!（2010年8月）
- BOMB!（2010年9月）
- KONKATSUシート（2010年11月）
- マイリトルシスター（2011年12月）
- ダンスレボリューション〜ホントのワタシ〜（2012年8月 - 9月）
- 池袋レインボウズ〜season1〜（2013年4月）

### ミュージックビデオ
- GReeeeN「旅立ち」（2008年）
- flumpool「春風」（2009年）
- miwa「春になったら」（2011年）
- miwa「片想い」（2012年）